# B-Dienst
B-Dienst (Funkbeobachtungsdienst) – niemiecka służba monitoringu i dekryptażu wiadomości radiowych przeciwnika, w trakcie II wojny światowej prowadząca nasłuch i deszyfrację zaszyfrowanych brytyjskich komunikatów radiowych kierowanych do jednostek Royal Navy.